# Momentul adevărului (film din 1965)
Momentul adevărului (titlul original: în italiană Il momento della verità) este un film dramatic de coproducție italo-spaniolă, realizat în 1965 de regizorul Francesco Rosi, protagoniști fiind actorii Miguel Mateo Miguelín, José Gómez Sevillano și Linda Christian. 

## Rezumat
Miguel este un tânăr țăran andaluz; pentru a scăpa de mizerie pleacă la Barcelona unde, pentru a se întreține, își găsește de lucru ca muncitor. Se lasă apoi fascinat de lupta cu tauri și începe să urmeze un curs de toreadori, demonstrând un talent considerabil. Obține succes și bogăție, dar soarta lui nu va fi de bun augur...

## Distribuție
- Miguel Mateo Miguelín – Miguel, matadorul
- José Gómez Sevillano – impresarul
- Pedro Basauri Pedrucho – maestrul toreador „Pedrucho ”
- Linda Christian – Linda, actriță americană

## Melodii din film
- El Porompompero, textul de José Antonio Ochaíta și Xandro Valerio, muzica Juan Solano (ca Juan Solano Pedrero), interpretată de Manolo Escobar

## Premii
- 1965 – David di Donatello
  - Cel mai bun regizor